# عروسی سلطنتی
عروسی سلطنتی (انگلیسی: Royal Wedding) یک فیلم موزیکال کمدی به کارگردانی استنلی دانن است که در سال ۱۹۵۱ منتشر شد.

## بازیگران
- فرد آستر
- جین پاول
- سارا چرچیل
- پیتر لافورد
- جیمز فینلیسون (نامش در عنوان‌بندی فیلم نیامده)
- شرلی جین ریکرت